# Windhausen
Windhausen là một đô thị của huyện Osterode, bang Niedersachsen, Đức. Đô thị này có diện tích 3,54 km².